# Cirque Cahin-caha
 (avril 2023).
Si vous disposez d'ouvrages ou d'articles de référence ou si vous connaissez des sites web de qualité traitant du thème abordé ici, merci de compléter l'article en donnant les références utiles à sa vérifiabilité et en les liant à la section « Notes et références ».
La Compagnie Cahin-caha est une compagnie de nouveau cirque fondée en 1997 et installée à Marseille.

## Caractéristiques
Formée en 1997 autour d’une vision d’un théâtre d’images très physique, Cahin-caha a la particularité d’être dirigée par un metteur en scène, Gulko, issu du mouvement du nouveau cirque nord-américain de la fin des années 1970,. Métisseurs de formes et de cultures, la compagnie revendique son pedigree bâtard. Cet engagement fait travailler une grande diversité d’artistes – circassiens, acteurs, danseurs, musiciens, marionnettistes, plasticiens et cuisiniers – et de cultures – français, anglais, belge, italien, allemand, américain, grec, tchèque, israélien et palestinien. 
Cahin-caha construit un art vivant, mouvant et émouvant. L’univers visuel fait partie intégrante du travail de la compagnie. La scénographie agit et influe dès la conception des œuvres, établissant une hiérarchie entre l’espace, l’objet, le corps de l’acteur et le corps du spectateur. La composition formelle, le mouvement scénique, les surprises, les blagues visuelles contribuent à façonner une puissance de dire/montrer/partager qui retient le monde extérieur au loin, un instant moins pressant[réf. nécessaire].  
La première création de Cahin-caha (1999), ChiencrU, a tourné en France, en Europe et aux USA pendant trois ans et demi. Cette pièce a marqué l'histoire du genre par sa forme et son écriture complètement originales.
En parallèle, la compagnie a mené plusieurs rencontres et expérimentations artistiques : les In situ, créés pour des sites spécifiques, parcs, île, forêt (quatre de 1999 à 2003), toujours proposés en diffusion, Le Cabaret Imprudent avec Arthur H (2001), et six séries de Labo clowns (de 2000 à 2003). En décembre 2000, la compagnie se lance dans l'aventure de l'achat d'un chapiteau rouge, quatre mâts, 28 mètres rond. En 2003 est créé Grimm, pièce sous chapiteau, pour 8 artistes, construite autour des contes de Grimm. La pièce a tourné en France, en Europe, et au Japon.
Moby Incarcéré est créé en 2006. La pièce signait le retour au plateau de Gulko, pour une évocation de l'œuvre de Melville. 
En 2010, la troupe effectue un nouveau spectacle REV, quatrième création de la compagnie. Pièce pour 6 artistes de cirque et 3 chanteuses, la pièce est inspirée de - entre autres - de l'œuvre d'Avigdor Dagan, Les Bouffons du Roi. Ou la quête de sens d'un groupe d'artistes enfermés dans un camp.
Les artistes de Cahin-caha ont été également en tournée avec leurs propres créations : Chez Moi, puis l'Eloge du Poil de Jeanne Mordoj / Compagnie Bal, Brouettes et Boulettes de Claire Harrison-Bullett, 9.81 par la Compagnie 9.81/Eric Lecomte, Libertivore, par Jules Beckman et Fanny Soriano, et bien d'autres...[réf. nécessaire]
Le Cirque Cahin caha a fait partie du programme de la première Biennale Internationale des Arts du Cirque en 2015.

## Spectacles
- 1999 : ChiencrU
- 2000/2003 : Labo Clown
- 2001 : Cabaret Imprudent avec Arthur H
- 2001/2005 : Grimm
- 2004 : In Situ
- 2006 : P.I.F, Une collaboration entre artistes palestiniens, israéliens et français
- 2006 : Moby incarcéré
- 2010 : REV